# Elusive
Elusive (в переводе с англ. — «неуловимый, ускользающий») — норвежская музыкальная группа, исполнявшая готик-рок вплоть до своего распада в 2009 году.

## История группы
Группа Elusive была образована в 1996 году гитаристом Theatre of Tragedy Томми Ольссоном и экс-вокалистом коллектива Morendoes Яном Кеннетом Баркведом. Долгое время музыкантам не удавалось проводить регулярные репетиции из-за многочисленных личных проблем участников. Только в 2001 году, при помощи Мортена Веланда из группы Tristania, Elusive удалось записать дебютный альбом под названием Destination Zero. Выполненный в лучших традициях «классического» готик-рока, этот диск удостоился многочисленных хвалебных рецензий от критиков и был назван «лучшим дебютным альбомом с 1986 года». В 2002 году музыканты выступили на престижном фестивале M’era Luna.
Вскоре после выхода дебютного альбома Мортен Веланд оставил команду, и его место занял Кристиан Гундерсен. В обновлённом составе Elusive записали ещё один успешный и высоко оценённый критиками альбом — The Great Silence. В его поддержку они, в частности, выступали вместе с The Mission во время европейского турне.
В 2007 году группа выпустила третий диск, названный Locked Doors, Drinks and Funerals и продолжающий выбранную музыкантами линию развития. Несмотря на положительные оценки критиков и немалый успех у слушателей, в дальнейшем карьера коллектива пошла на спад из-за трудностей с менеджментом и внутренних противоречий, в результате чего весной 2009 года Ян Барквед официально объявил о распаде команды.

### После распада
Вокалист Elusive Ян Кеннет Барквед скончался вскоре после распада группы, 27 октября 2009 года. Музыкант был найден мёртвым в собственной квартире, причина его смерти так и осталась неизвестной.
О какой-либо музыкальной деятельности Томми Ольссона после 2009 года долгое время не было никакой информации. В 2012 году было объявлено об образовании готик-рок-коллектива Long Night в составе Томми Ольссона, Эстена Бергёя (вокал, ex-Tristania) и Арни Сёрлье (гитара). Группа начала активную деятельность в 2014 году, а 11 марта 2016 года был выпущен дебютный мини-альбом — Sorrow Returns.
Кристиан Гундерсен сосредоточился на собственном сайд-проекте Silhouette, исполняющем готик-рок с 2006 года, однако не добился значительных успехов.

## Стиль, истоки, влияние
Музыкальные критики неоднократно отмечали «классичность» звучания Elusive и их приверженность канонам готик-рока, сочетающуюся с рок-н-ролльной энергичностью. Неоднократно указывалось на влияние The Sisters of Mercy, Fields of the Nephilim и The Mission на творчество команды, но вместе с тем рецензенты упоминали и о существенном влиянии не имеющих отношения к готик-року коллективов, таких как Led Zeppelin, музыки кантри, в особенности Джонни Кэша, и даже Билли Айдола.

## Дискография
- Destination Zero — 2001
- The Great Silence — 2005
- Dream On Sister (EP) — 2007
- Locked Doors, Drinks and Funerals — 2007